# 長井橋
長井橋（ながいばし）は、山形県長井市に架かる橋。

## 概要
最上川に架かる橋であり、国道287号が通る。
橋の下は最上川河川緑地公園が整備されている。また、長井橋から上流側のさくら大橋にかけて最上川堤防千本桜が存在する。

## 歴史
初代
長さ170m、幅4.5mの木橋が町の有力者の出資で架けられたのが橋の誕生である。当時渡り賃として一人2銭、馬4銭、車6銭を徴収していた。
2代目
1931年に完成。鉄橋のトラス橋。長さ232m、幅5.5m。
3代目（現行）
初代の橋の老朽化に伴い、1984年から工事を進め1988年に完成。橋の両端に長井市出身の彫刻家・長沼孝三のブロンズ像が配置され、橋脚部の歩道にはバルコニーと花壇が設けられている。